# Sub anestezie (film)
Sub anestezie (engleză Awake) este un film thriller din anul 2007, regizat de Joby Harold. Principalii actori sunt Hayden Christensen, Jessica Alba, Terrence Howard, Lena Olin și Christopher McDonald. Acțiunea se învârte în jurul unui băiat, Clay Beresford, care are nevoie de un transplant de inimă. În timpul operației, suferă de anestezie conștientă, ceea ce îl face capabil de a gândi și simți, dar incapabil de a vorbi sau de a se mișca. În timpul operației, simte durere, dar mai important e că află povestea întunecată din spatele existenței sale.